# ریسندگی پلیمر
ریسندگی(spinning) فرایندی برای تولید الیاف پلیمری است. این فرایند یک شکل خاص از اکستروژن است که با استفاده از یک رشته‌ریس(spinneret) ، رشته‌های پیوسته متعددی را تشکیل می‌دهد. فرایند ریسندگی پلیمر انواع مختلفی دارد: تَرریسی، خشک‌ریسی، ذوب‌ریسی، ژل‌ریسی و الکتروریسی.
رشته ریس یا اسپینرت یک قالب فلزی با سوراخ‌های مویرگی است که محلول یا مذاب پلیمر از داخل آن عبور داده می‌شود.

## فرایند کلی
برای فرایند ریسندگی ابتدا پلیمر باید به حالت سیال تبدیل شود. اگر پلیمر ترموپلاستیک باشد، می‌توان آن را به راحتی با افزایش دما ذوب کرد، در غیراین‌صورت در یک حلال حل می‌شود یا با موادشیمیایی دیگر ترکیب می‌شود تا یک محلول یا مشتقات ترموپلاستیک تشکیل شود. پلیمر مذاب از داخل رشته‌ریس تحت اعمال نیرویی عبور داده‌می‌شود، سپس رشته‌های نازک خارج شده از اسپینرت خنک شده و به حالت خمیری و سپس به حالت جامد تبدیل می‌شود. اگر از محلول پلیمری استفاده شود، پس از عبور محلول از اسپینرت، حلال به طریقی از محلول جدا می‌شود و الیاف پلیمر باقی می‌مانند.

## تَر ریسی
تَر ریسی قدیمی‌ترین روش تولید الیاف پلیمری است. این فرایند برای پلیمرهایی استفاده می‌شود که برای ریسندگی باید در یک حلال حل شوند تا به حالت سیال درآیند. در این فرایند ابتدا رشته‌های خروجی از اسپینرت در حمامی که حاوی مواد شیمیایی است غوطه‌ور می‌شوند. در این بخش حلال از محلول پلیمری جداشده و پلیمر به شکل رشتهٔ پلیمری رسوب کرده و از حمام خارج می‌شود. این فرایند نام خود را از این حمام «تَر» گرفته‌است. طراحی‌های بسیار مختلفی از سیستم‌های تر ریسی وجود دارد؛ حمام ریسندگی را می‌توان به صورت افقی یا عمودی قرارداد. در حمام ریسندگی عمودی، رشته‌ها می‌توانند به سمت بالا یا رو به پایین حرکت کنند. اکریلیک، ریون، آرامید، موداکریلیک و اسپندکس از طریق این فرایند تولید می‌شوند.
تَرریسی جتِ خشک یک شکل از فرایند ترریسی است. در واقع این فرایند ترکیبی از فرایند ترریسی و خشک‌ریسی است که در آن محلول ابتدا در هوا اکسترود و کشیده می‌شود، و سپس در یک حمام مایع غوطه‌ور می‌شود. این روش برای تولید پارچه لیوسل که شامل الیاف سلولزی است استفاده می‌شود.

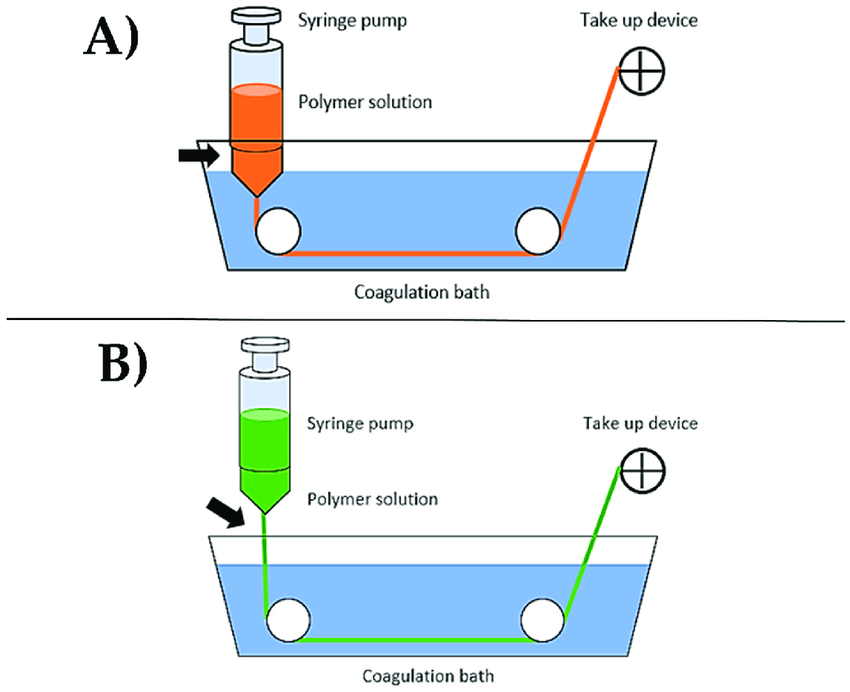
مقایسه فرایند الف) ترریسی و ب) ترریسی جت خشک

## خشک‌ریسی
یک محلول متشکل از پلیمر تشکیل دهنده الیاف و یک حلال از داخل اسپینرت اکسترود می‌شود. جریانی از هوای گرم به رشته‌های محلول خارج شده از اسپینرت برخورد می‌کند، حلال تبخیر می‌شود و رشته‌های جامد پلیمری باقی می‌مانند. حلال‌های مورد استفاده در این روش معمولاً نقطه جوش و گرمای تبخیر کم دارند. حلال‌ها هم‌چنین باید از نظر حرارتی پایدار، به راحتی قابل بازیابی، غیرسمی و غیرمنفجره باشند. نمونه‌هایی از این حلال‌ها شامل الکل‌ها، استون، اتر و تترا هیدرو فوران هستند.
ریسندگی بادی محلول(Solution blow spinning) یک روش مشابه است که در آن محلول پلیمری مستقیماً بر روی یک هدف پاشیده می‌شود. این روش برای تولید نانوالیاف پلیمری استفاده می‌شود. ر این روش با استفاده از یک نازل محلول بر روی هدفی پاشیده می‌شود و پارچه‌ای بی‌بافت را تشکیل می‌دهد. نازل از دو بخش نازل درونی و نازل بیرون تشکیل‌شده‌است. محلول از داخل نازل درونی به بیرون پاشیده می‌شود و از اطراف آن و از داخل نازل بیرونی هوای پرفشار بیرون می‌آید و حلال را از محلول جدا می‌کند و رشته‌های پلیمری باقی می‌مانند.

## مذاب‌ریسی
مذاب‌ریسی برای پلیمرهای ترموپلاستیک که می‌توانند به راحتی ذوب شوند استفاده می‌شود. گلوله‌ها یا گرانول‌های پلیمر جامد به داخل اکسترودر تغذیه می‌شوند، سپس توسط ماردون دستگاه اکستروژن فشرده شده و در اثر حرارت ذوب می‌شوند. سپس با کمک یک پمپ از داخل رشته‌ریس عبور داده‌می‌شوند.
در این روش رشته‌های مذاب پلیمر پس از خارج شدن از رشته‌ریس از یک محفظهٔ خنک‌کننده عبور می‌کنند تا جامد شوند. این رشته‌ها معمولاً توسط جریان هوا خنک می‌شوند. نایلون، آلکن، پلی استر، ساران و سولفار از طریق این فرایند تولید می‌شوند. مزیت این فرایند این است که مانند فرایندهای پیشین نیازی به مراحل جداسازی حلال ندارد و به همین دلیل نرخ تولید آن نیز بسیار بالاست.

## ریسندگی مستقیم
در فرایند ریسندگی مستقیم مذاب پلیمر از مواد اولیه تولید می‌شود. در این فرایند پس از تولید پلیمر از مواد اولیه، مذاب پلیمر به دستگاه ریسندگی پمپ می‌شود. در این روش از تولید گرانول‌های پلیمر جامد جلوگیری می‌شود. ریسندگی مستقیم عمدتاً در تولید الیاف و رشته‌های پلی‌استر استفاده می‌شود و به ظرفیت تولید بالا (بیشتر از ۱۰۰ تن در روز) اختصاص دارد.

## ژل‌ریسی
فناوری ریسندگی ژل یکی از روش‌های عمده تولید الیاف با مقاومت بالا و خاصیت مکانیکی بالا است. ریسندگی ژل، که به خشک-تر ریسی (dry-wet spinning) نیز معروف است، روشی است که فیبرهای با مقاومت بالا و مدول الاستیسیته‌ی بالا را در حالت ژل آماده می‌کند. پس از مرحلهٔ اکستروژن، محلول پلیمری یا ژل پلاستیکی ابتدا در هوا وسپس در حمامی از حلال یا آب، سرد می‌شود. سپس الیاف ژل که هنوز مقداری حلال در آن وجود دارد و تا حدودی سیالیت دارد به طوری که به زنجیره‌های پلیمری اجازه می‌دهد با هم پیوند دهند با نیروی کششی فوق‌العاده بالا کشیده می‌شود. این پیوندها باعث ایجاد نیروهای بین زنجیره‌ای قوی در فیبر می‌شوند که استحکام کششی آن را افزایش می‌دهند. برخی از الیاف پلی اتیلن و آرامید با مقاومت بالا از طریق این فرایند تولید می‌شوند.

## الکتروریسی
الکتروریسی یک روش تولید الیاف پلیمر است که از نیروی الکتریکی برای کشیدن رشته‌های باردار محلول پلیمری یا مذاب پلیمر استفاده می‌کند. از این روش برای تولید الیاف نانو تا قطرهای حدود صد نانومتر استفاده می‌شود. در الکتروریسی از یک الکترواسپری برای پاشیدن محلول یا مذاب بر روی هدف استفاده می‌شود و شبیه به فرایند خشک‌ریسی جداسازی حلال توسط هوا انجام می‌شود. این فرایند نیازی به استفاده از شیمی انعقاد یا دمای بالا برای تولید رشته‌های جامد از محلول ندارد. این امر باعث می‌شود این فرایند به ویژه برای تولید الیاف با استفاده از مولکول‌های بزرگ و پیچیده مناسب باشد. استفاده از این فرایند برای تولید الیاف پلیمر از مذاب آن نیز ممکن است. استفاده از مذاب اطمینان می‌دهد که هیچ حلالی به محصول نهایی راه پیدا نمی‌کند.

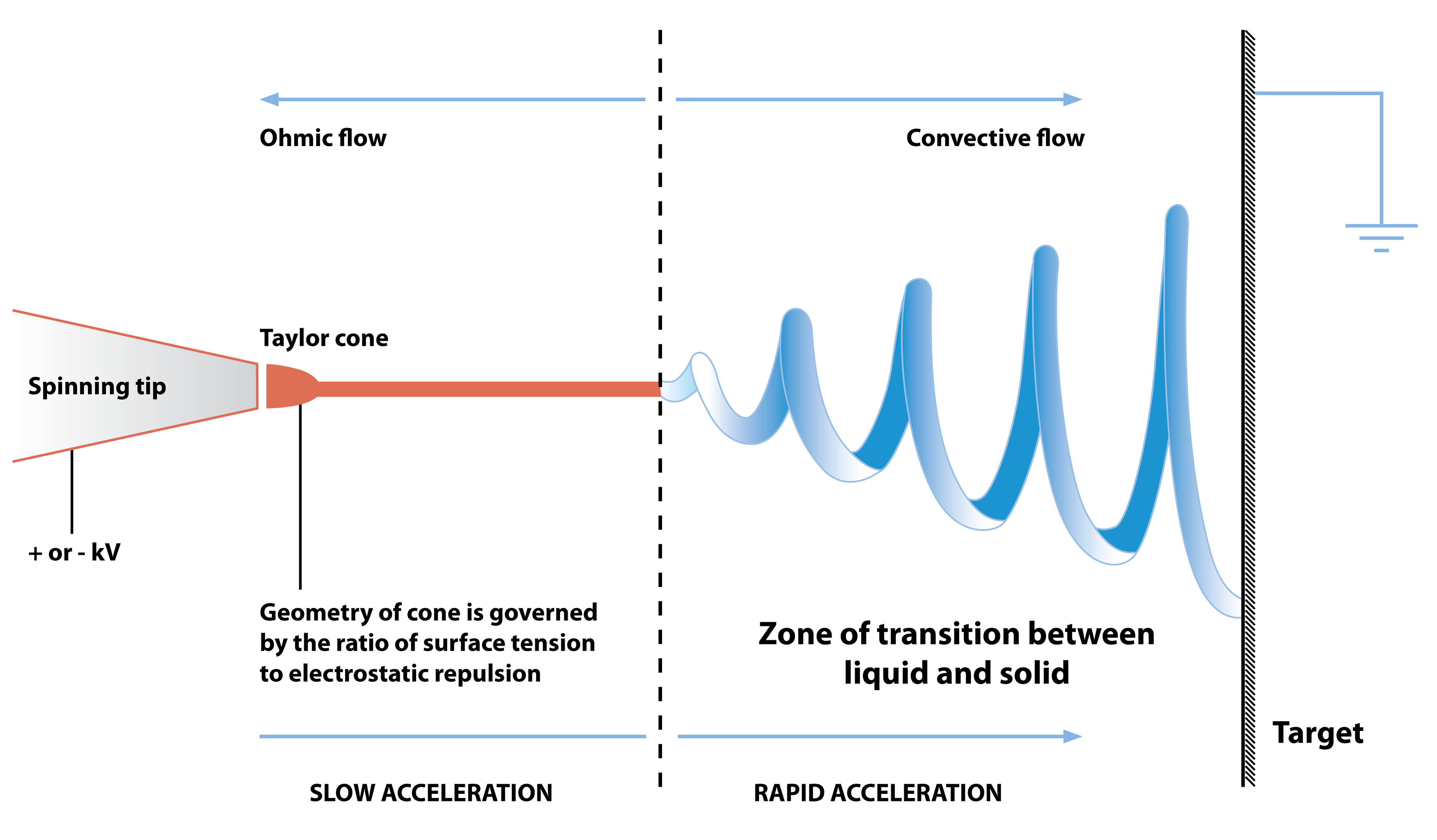
شماتیک فرایند الکتروریسی

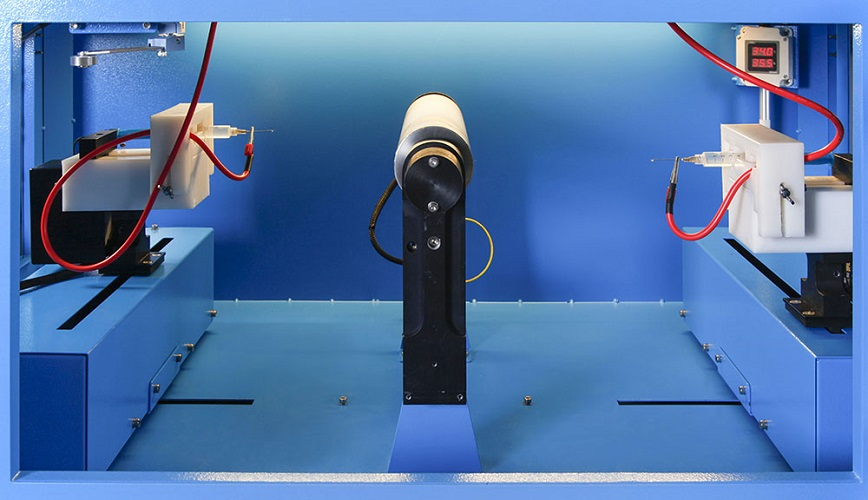
تصویری از دستگاه الکتروریسی شامل نازل و غلتک جمع‌کننده

## فرایند کشش
در آخر، رشته‌های پلیمر برای افزایش قدرت و جهت‌گیری کشیده می‌شوند. این مرحله ممکن است درحالی که پلیمر هنوز در حال انجماد است یا پس تکمیل فرایند انجماد انجام شود.